# Pavillon Malibran
 (juin 2019).
L’ancien pavillon Malibran était un pavillon de campagne construit sur la commune d'Ixelles, Place Fernand Cocq. Le pavillon devient un monument classé en 1995, et fait partie du patrimoine néoclassique de la région de Bruxelles.
Il a été construit en 1833 sur des plans de l’architecte Charles Van der Straeten à la demande du  violoniste Charles-Auguste de Bériot, et acquis par la commune en 1849, qui la transformé en maison communale.

## Du Pavillon Malibran à la maison communale d’Ixelles

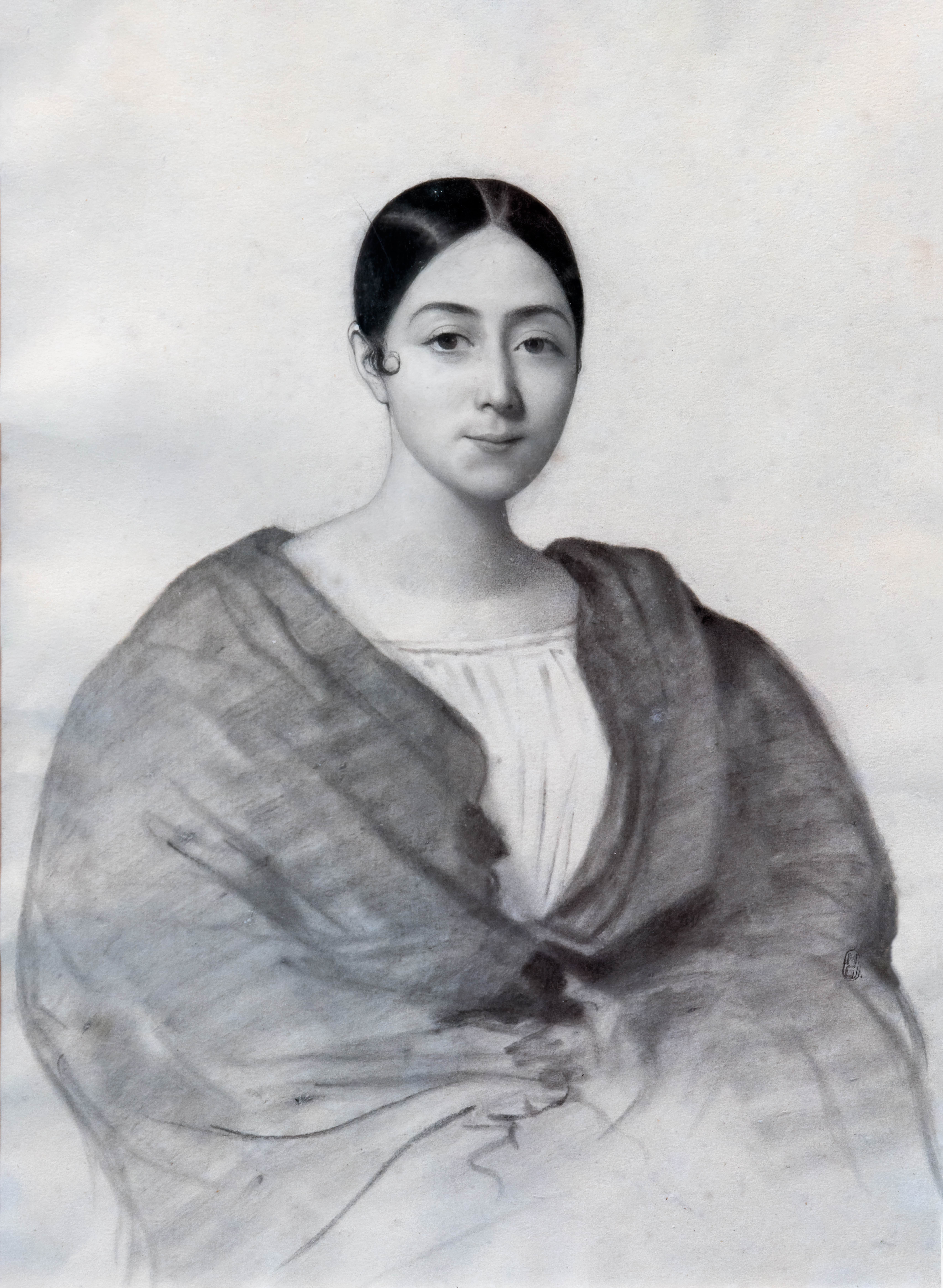
Maria Malibran.

Il s’agit d’un bâtiment néoclassique, qui avait été imaginé en 1833 par l’architecte Charles Van der Straeten.
Le violoniste Charles-Auguste de Bériot voulait s’y installer avec sa compagne, la célèbre cantatrice Maria Garcia Malibran. Après la mort de Maria Malibran en 1836, le pavillon est acquis en 1849 par la commune d'Ixelles, qui transforme la partie avant du jardin en une place qui s’appelle aujourd’hui la place Fernand Cocq. Au moment de sa construction, l'édifice bâti sur plan rectangulaire était d'une très grande sobriété. Le pavillon actuel est le résultat de transformations de la seconde moitié du XIXe siècle et du début du XXe siècle notamment l'ajout de l'actuelle salle des pas perdus à l'emplacement du perron qui était situé à l'arrière du pavillon. Les travées de cette salle sont marquées à l'extérieur par une légère saillie, la construction de la grande aile adossée à l'arrière du pavillon, la fermeture du porche, l'ajout de l'escalier et enfin celui de plusieurs éléments en façade tels que les balustrades, les encadrements des baies et la décoration de la partie centrale du côté de la place Fernand Cocq.
La maison d’une des artistes les plus connues d’Europe serait destinée par la suite aux services administratifs de la commune. La commune d’Ixelles, pour en faire la maison communale, procède à des travaux d’aménagement et de transformation pour la rendre plus adaptée à sa nouvelle destination publique. Le salon de réception de l’ancien pavillon devient la salle du Conseil communal. Les caves sont reconverties en prison communales. L’allée privative d’accès à l’ancienne maison de campagne devient une voie publique transversale, nommée allée communale. Entre 1860-1871, la Commune fait construire de l’autre côté de l’allée Communale un bâtiment de style néoclassique destiné à son administration qui sera prolongé en 1890 par un commissariat de police,.
Dès 1909, l’architecte Maurice Bisschops agrandit le pavillon original en lui ajoutant trois travées d’une hauteur de trois niveaux de soubassement. L’extension est implantée en prolongement arrière du pavillon et comble l’espace entre l’ancienne façade néoclassique d’entrée du pavillon Malibran et la façade de l’aile administrative construite en 1871. De nombreux éléments de décoration néo-Renaissance italienne sont alors intégrés dans trois façades de l’ancien pavillon.
L’ancienne façade néoclassique qui donnait sur le jardin du temps de La Malibran est décorée au premier étage d’un ensemble de baies de style néo-Renaissance italienne, et les autres baie sont pourvues d’encadrements moulurés. De plus, un nouveau balcon à balustre couronne la partie supérieure.
Le jardin de la maison communale est réaménagé dès 1910 suivant les plans de l’architecte Joseph Calwaers qui redessine les abords et profile le terrain en terrasses du côté de la place Fernand Cocq et remplace les hauts murs de soutènement par des murets plus bas.
Le 13 avril 1995, sur décision du gouvernement de la région de Bruxelles-Capitale, le pavillon Malibran devient un monument classé.
En 2021, le pavillon devient accessible aux personnes à mobilité réduite. Un accès a été aménagé à l’entrée située rue du Collège, avec une plateforme motorisée le long de l’escalier intérieur du pavillon et un ensemble de plans inclinés.
En 2023, la rénovation du pavillon est programmée, à la suite d'un agrandissement de la maison communale débuté en 2015 : un nouveau bâtiment a été construit derrière le pavillon. Une jonction est prévue entre le pavillon et l'« atrium », une grande verrière du nouveau bâtiment,,.

## Façade

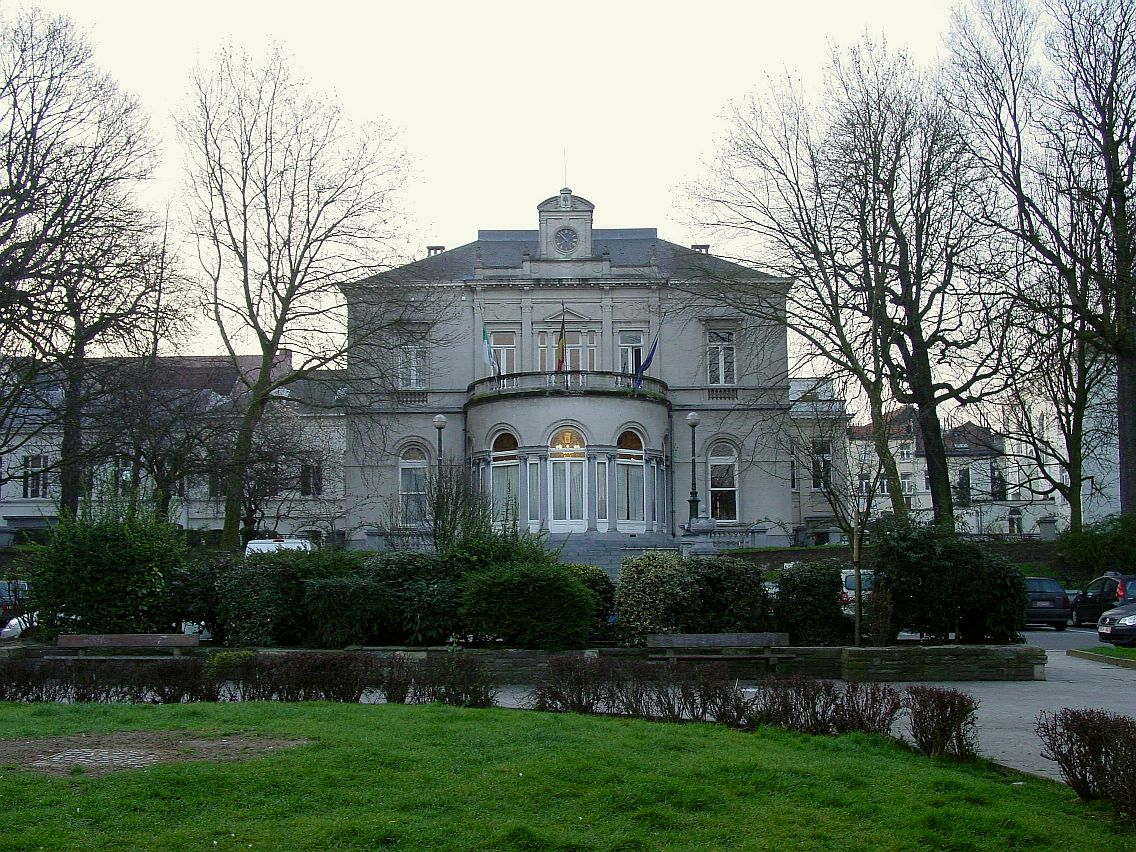
Maison communale d'Ixelles, 2007

Le bâtiment en plan rectangulaire est construit sur un haut soubassement. L’édifice est relié à la voirie par un jardin en pente, du côté de la place Fernand Cocq. Une partie du jardin est entourée par un garde-corps en fer forgé et de l’autre côté d’un muret de clôture qui est surmonté d’une balustrade. Le pavillon possède un grand escalier de deux volées, successivement de huit et sept marches. Celui-ci est bordé d’une balustrade en pierre bleue interrompue par des piliers carrés sculptés. Le départ d'escalier est marqué par deux piliers reliés au trottoir par une volute et sculptés par de grands vases. Les travées sont inscrites au niveau du rez-de-chaussée et de l'étage entresolé. Dans l’axe de la façade vers le jardin, le rez-de- chaussée est pourvu d’une rotonde couverte par une toiture-terrasse de forme semi-circulaire et accessible par la chambre principale du premier étage. Comme la plupart des bâtiments néoclassiques bruxellois, les façades sont enduites et peintes en blanc.

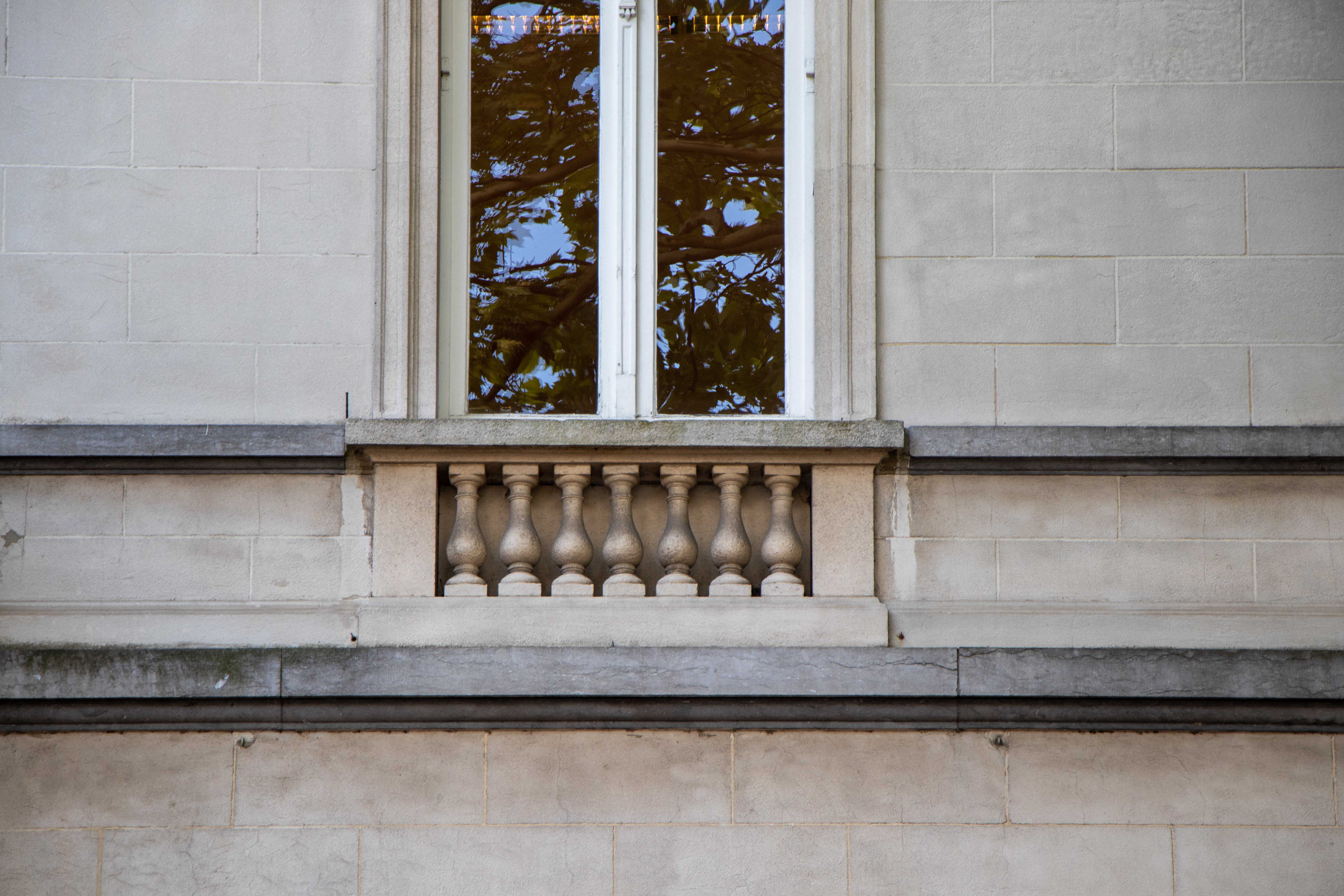
Maison communale d'Ixelles, Balustrade, 2019

La façade est uniformisées et les éléments structurant la façade (colonnes, bandeaux), tout comme les balustrades, les piliers, le soubassement et l’escalier sont construisent en pierre bleue. Une toiture en pavillon couvre le bâtiment qui compte huit travées du côté de la chaussée d'Ixelles et de la rue du Collège et cinq travées du côté de la place Fernand Cocq. Dans la seconde moitié du XIXe siècle, une grande aile est venue se rattacher à l'arrière du pavillon. Du côté de la place Fernand Cocq, les travées centrales du rez-de-chaussée sont précédées d'une avancée semi-circulaire qui abritait un porche.
Les colonnes en pierre bleue ont un chapiteau ionique et dont les baies sont bordées d'un arc cintré mouluré, posant sur une imposte prolongée. Les travées latérales du rez-de-chaussée sont éclairées par des baies cintrées.
Au premier étage, la travée centrale dont le centre est surmontée d'un frontontriangulaire faisant saillie sur un panneau décoré de deux emblèmes de la Commune d'Ixelles. Les travées centrales en légère saillie sont séparées par des pilastres à chapiteau ionique.

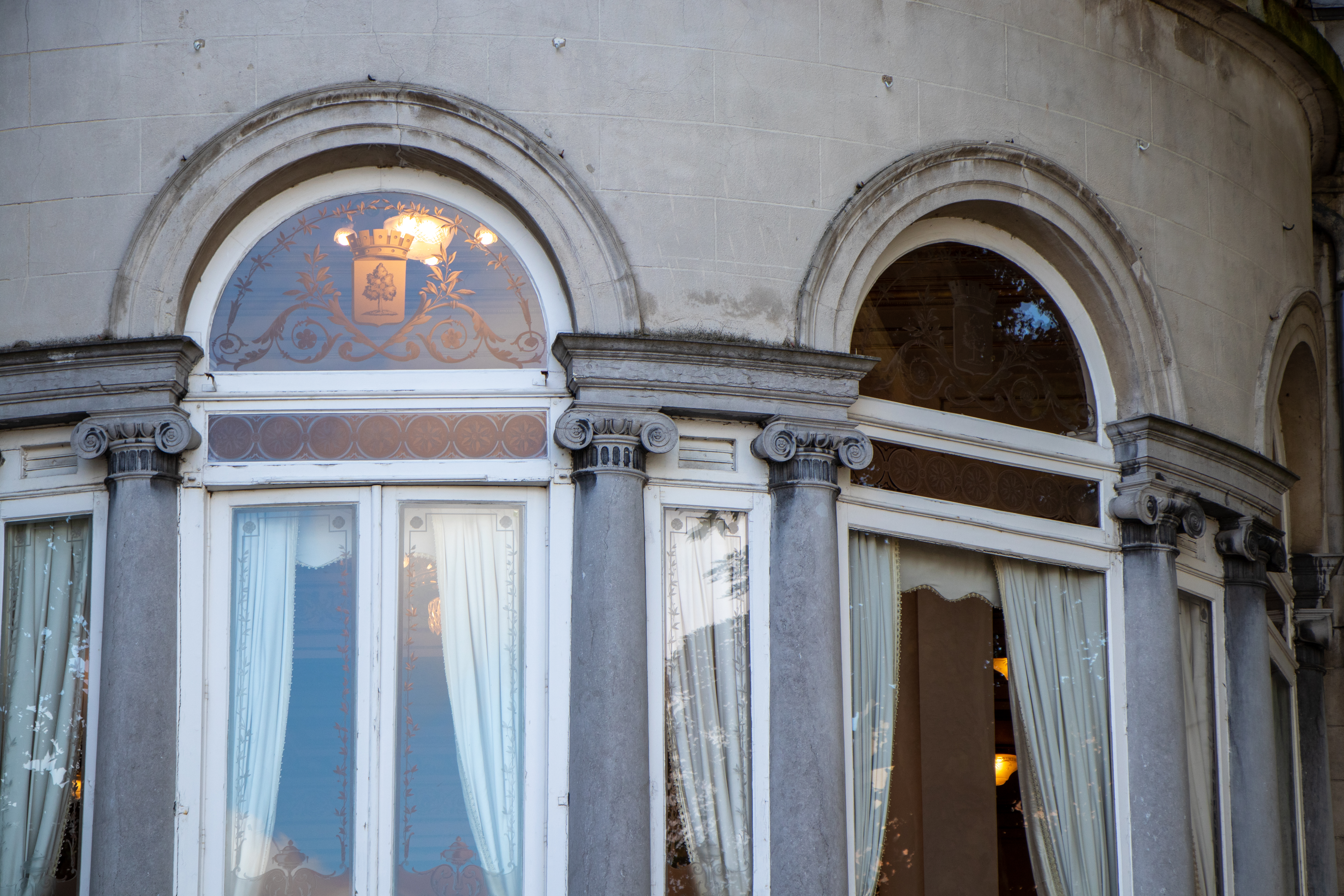
Maison communale d'Ixelles, Baies, 2019

De part et d'autre du triplet, le dessus des baies barlongues est décoré de médaillons en relief. Un édicule à fronton brisé, abritant une horloge, domine la travée centrale. La corniche à modillons de la partie saillante est couronnée d'un attique rythmé par de petits socles surmontés de vases. Les travées latérales de l'étage sont percées de baies barlongues avec encadrement mouluré, surmonté d'un larmier.
Les trois travées de l'extrémité sont en légère saillie. Du côté de la Chaussée d'Ixelles et de la rue du Collège, les travées sont éclairées par des baies barlongues. Au centre de la saillie, l'entrée du bâtiment est surmontée d'un fronton triangulaire à modillons et la baie supérieure, d'un fronton cintré.
Enfin, cette dernière est précédée d'un balcon avec balustrade, soutenu par des consoles à volute et une balustrade identique précède les baies latérales de cette saillie.

## Parc Malibran
Le parc situé à l'avant du pavillon, dit parc Malibran, est ouvert au public depuis mai 2019,.

## Cinéma
- Maria Malibran au cinéma : La Malibran de Sacha Guitry